# Newmarket-on-Fergus
Newmarket-on-Fergus (in irlandese: Cora Chaitlín che significa "sbarramento di Caitlín") è una cittadina nella contea di Clare, in Irlanda.